# Ilhéus dos Rosais

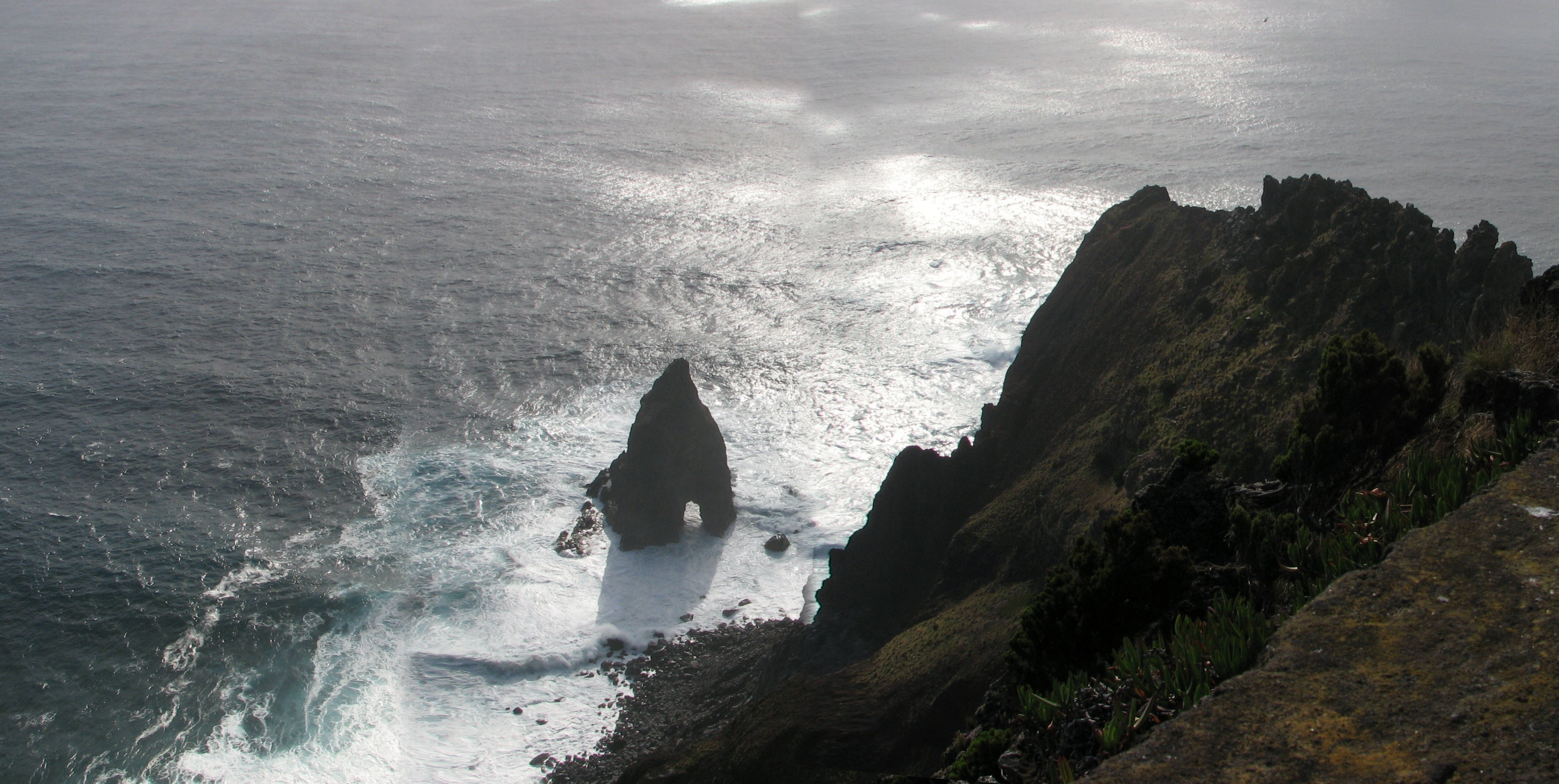
O ilhéu sul da Ponta dos Rosais, visto do miradouro a 200 m de altitude.

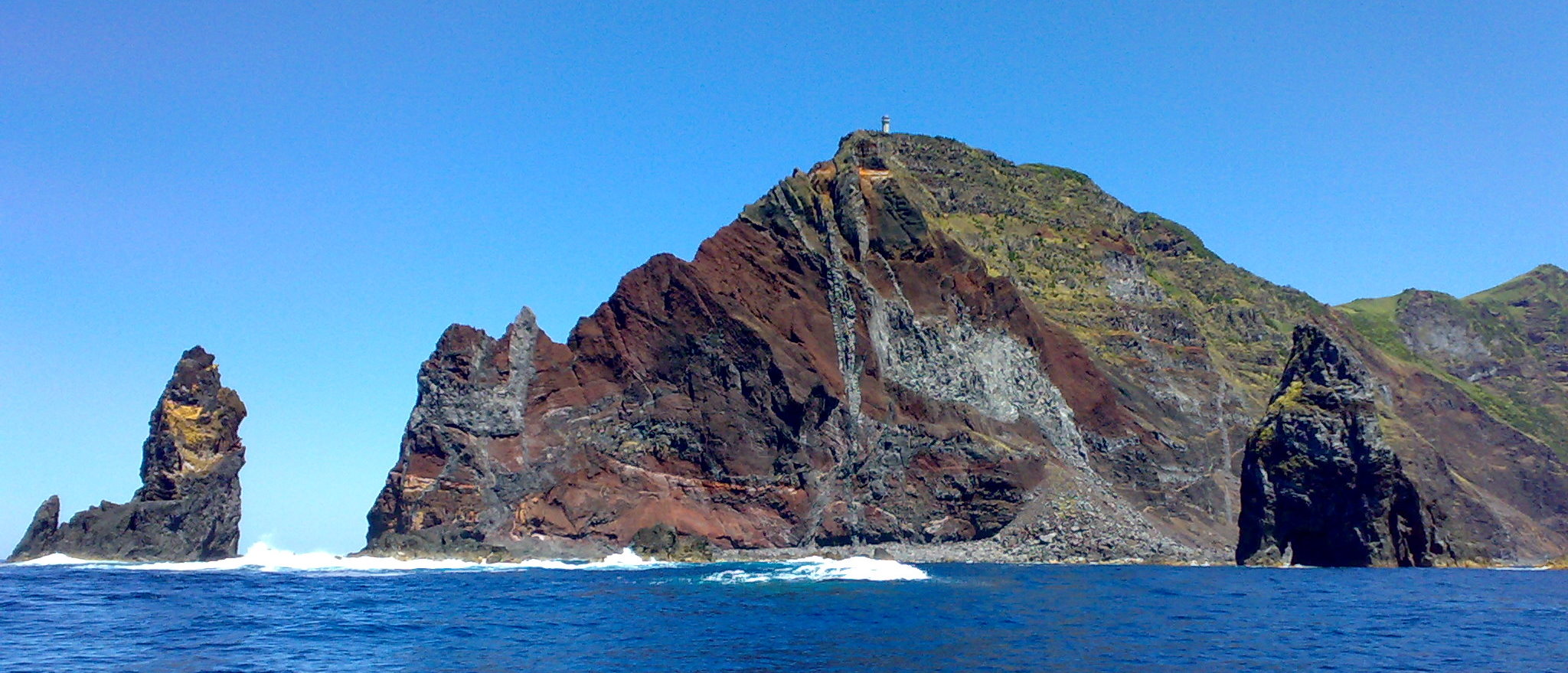
Ponta e Ilhéus dos Rosais vistos de SW.

Os ilhéus dos Rosais são um conjunto de grandes rochedos sitos ao largo da Ponta dos Rosais, o extremo noroeste da ilha de São Jorge,
Açores.